# Rozpěrák

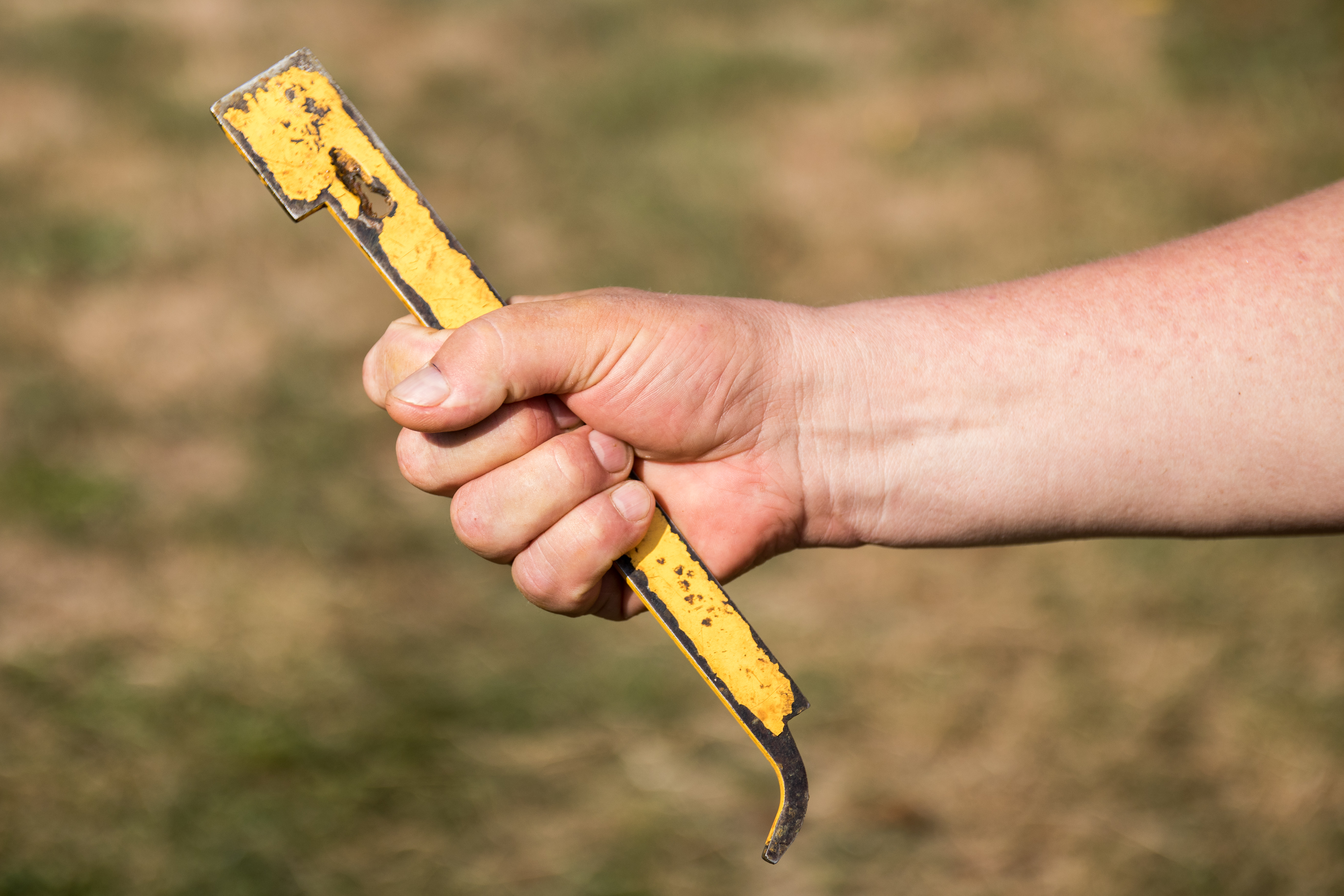
Rozpěrák

Rozpěrák je základní ruční nástroj používaný ve včelařství. Je určen k rozpáčení jednotlivých částí včelího úlu – rámků, nástavků a dalších komponent, které jsou včelami slepeny voskem a propolisem. Používá se především při pravidelných prohlídkách včelstva a při ošetřování úlu.
Při otevírání úlu se ostrá plochá hrana rozpěráku vloží mezi dva slepené rámky a páčením se uvolní. Podobným způsobem se oddělují jednotlivé úlové nástavky. Ostrá hrana (břit) slouží k odstranění usazenin vosku, propolisu a jiných nečistot z rámků, dna a víka úlu. Háček usnadňuje vytažení uvolněného rámku z úlu.

## Konstrukce a materiály
Rozpěrák je obvykle vyroben z kvalitní oceli nebo nerezové oceli, aby odolal působení vlhkosti a korozi. Typický rozpěrák má:
- ploché, na jedné straně zaoblené čelo (pro použití jako páka),
- ostrý hřbet pro seškrabávání zbytků vosku a propolisu,
- háček („rybičku“) na jednom konci, který usnadňuje vytažení rámků z rámkového nástavku,
- ergonomicky tvarovanou rukojeť, často dřevěnou nebo plastovou pro pohodlný úchop.

Některé typy jsou opatřeny viditelnou barvou (např. signální žlutou), aby se při práci v terénu neztratily v trávě.